# 滝亭鯉丈
滝亭 鯉丈（りゅうてい/たきてい りじょう、生年不詳 - 1841年7月27日（天保12年6月10日））は、江戸時代後期に活躍した戯作者である。本姓は池田氏、通称は八右衛門、後に八蔵。

## 経歴・人物
江戸幕府の300石の旗本、池田氏の一家として江戸に生まれる。下谷広徳寺門前稲荷町に住み、1821年（文政4年）頃に浅草伝法院裏門前、1834年（天保5年）頃に浅草諏訪町河岸に転居する。生業は、浅草の東本願寺の乗物師や縫箔職人、象牙職人、櫛屋等の諸説があるが、不明である。落語家の滝亭鯉楽の弟子となり、寄席芸人として活躍、新内節三絃や一中節の名手でもあった。
1817年刊『栗毛後駿足』にはじまり、『花暦八笑人』『滑稽和合人』『浮世床』三編などの文業によって、十返舎一九や式亭三馬と並び、滑稽本の代表的な作者の一人となった。また、同時期に活躍していた為永春水と『明烏後正夢』を刊行し、本作は人情本の嚆矢となった。鯉丈を春水の実兄とする説があったが、現在では婚姻に伴う義兄弟説が濃厚である。
死後、文京区の称名寺の境内に鯉丈の墓が建てられ、1955年（昭和30年）3月、東京都指定旧跡に指定された。

## 主な作品

### 代表的な滑稽本
- 『（花暦）八笑人』‐ 1820年（文政3年）～1849年（嘉永2年）に刊行。執筆中に死去したため、一部は共著の一筆庵主人、與鳳亭枝成が執筆し刊行した。
- 『（滑稽）和合人』‐ 1840年（文政6年）～1844年（弘化元年）に刊行。為永春水との共著。

### その他の滑稽本
- 『大山道中栗毛後駿馬』‐ 1817年（文化14年）に刊行。十返舎一九『東海道中膝栗毛』の派生作品である。
- 『明烏後正夢』‐ 1821年（文政4年）～1824年（文政4年）に刊行。為永春水との共著。